# Puńcówka
Puńcówka – potok na Pogórzu Cieszyńskim, prawostronny dopływ Olzy o długości 12,01 km.
Potok ma swój początek wśród użytków rolnych u południowo-wschodnich podnóży góry Jasieniowej w Cisownicy, w powiecie cieszyńskim, w województwie śląskim. Początkowy odcinek toku aż po Dzięgielów występuje pod nazwą Potok Łubiański lub Potok Łabański. Odwadnia obszar Pogórza Cieszyńskiego u podnóża Jasieniowej, Machowej i Tułu. Następnie przepływa przez Puńców, skąd bierze swoją nazwę i Cieszyn, gdzie wpada do Olzy na wysokości kąpieliska miejskiego.
Płynie głównie wśród użytków rolnych i zabudowy, jedynie przed Dzięgielowem przepływa przez zwarty kompleks leśny. Tok kręty, w większości naturalny, jedynie w dolnym biegu, na terenie Puńcowa i Cieszyna, wśród bardziej zwartej zabudowy uregulowany.
Niewielki odcinek prawego brzegu potoku w Cieszynie, tuż przed ujściem, obejmuje rezerwat przyrody Lasek Miejski nad Puńcówką.